# Попова Катерина В'ячеславівна
Катерина В'ячеславівна Попова (рос. Екатерина Вячеславовна Попова; нар. 7 квітня 1982) — російська футболістка, півзахисниця.

## Життєпис
Займалася футболом з дитинства разом із сестрою Світланою, яка також потім виступала на професіональному рівні. З 2002 року грала у вищій лізі Росії за московське «Чертаново». У 2005 році виступала за московський «Спартак», з яким стала фіналісткою Кубку Росії, а наступного сезону повернулася до «Чертаново». Також під час кар'єри грала за клуб із Азербайджану «Гемрюкчу», з яким дійшла до чвертьфіналу жіночої Ліги чемпіонів.
Закінчила Московську державну академію фізичної культури (2006). Після закінчення кар'єри гравчині працювала дитячим тренером з футболу.